# Église Notre-Dame du Vieux-Marché
L'église Notre-Dame est située au Vieux-Marché en France.

## Localisation
L'église est située sur le territoire de la commune du Vieux-Marché, dans le département des Côtes-d'Armor en région Bretagne.

## Description
Le portail et la porte de l'église proviennent d'une chapelle du XVIe siècle démolie à la fin du XIXe siècle. Ces éléments ont été intégrés à l'église lors de la reconstruction de l'édifice de 1876 à 1890. La construction s'est faite en réutilisant les matériaux de la chapelle, qui datait de 1547.

## Historique
L'église est inscrite partiellement au titre des monuments historiques par arrêté du 22 janvier 1927. Éléments protégés : le portail ouest, la petite porte nord avec les niches qui la flanquent et la Pietà située dans la niche de gauche.